# Lista de regiões do Gana por população
Esta é uma lista de regiões de Gana por população, classificados de acordo com o último censo, que ocorreu em 26 de setembro de 2010. Os dados anteriores do censo (1960, 1970, 1984 e 2000) são incluídos para comparação.
(Nota: Os limites atuais das regiões administrativas de Gana não foram totalmente estabelecidos até 1983. Como tal, os números da população para 1960 e 1970 refletem a análise dos dados censitários sub-regionais desses períodos.)
| Classificação (2010) | Região          | População 2010 | População 2000 | População 1984 | População 1970 | População 1960 | Porcentagem do total (2010) |
| -------------------- | --------------- | -------------- | -------------- | -------------- | -------------- | -------------- | --------------------------- |
| 1                    | Ashantii        | 4,780,380      | 3,612,950      | 2,090,100      | 1,481,698      | 1,109,133      | 19.39%                      |
| 2                    | Grande Accra    | 4,010,054      | 2,905,726      | 1,431,099      | 903,447        | 541,933        | 16.26%                      |
| 3                    | Oriental        | 2,633,154      | 2,106,696      | 1,680,890      | 1,209,828      | 1,044,080      | 10.68%                      |
| 4                    | Norte           | 2,479,461      | 1,820,806      | 1,164,583      | 727,618        | 531,573        | 10.06%                      |
| 5                    | Ocidental       | 2,376,021      | 1,924,577      | 1,157,807      | 770,087        | 626,155        | 9.64%                       |
| 6                    | Brong-Ahafo     | 2,310,983      | 1,815,408      | 1,206,608      | 766,509        | 587,920        | 9.37%                       |
| 7                    | Volta           | 2,118,252      | 1,635,421      | 1,211,907      | 947,268        | 777,285        | 8.59%                       |
| 8                    | Central         | 2,201,863      | 1,593,823      | 1,142,335      | 890,135        | 751,392        | 8.93%                       |
| 9                    | Alto Orientalt  | 1,046,545      | 920,089        | 772,744        | 542,858        | 468,638        | 4.24%                       |
| 10                   | Alto Ocidentalt | 702,110        | 576,583        | 438,008        | 319,865        | 288,706        | 2.85%                       |
|                      | Todas regiões   | 24,658,823     | 18,912,079     | 12,296,081     | 8,559,313      | 6,726,815      | 100.0%                      |